# Takashi Inui
Takashi Inui (Omihachiman, 2. lipnja 1988.) japanski je nogometaš, reprezentativac i trenutačno igrač Real Betisa.

## Klupska karijera
Igrao je za Yokohama F. Marinos, Cerezo Osaka, Bochum, Eintracht Frankfurt i Eibar.

## Reprezentativna karijera
Za japansku reprezentaciju igra od 2009. godine. Odigrao je 31 utakmicu postigavši 6 pogodaka.
S japanskom reprezentacijom je igrao na Kupa konfederacija 2013., Azijskom kupu 2015. i Svjetskom prvenstvu 2018.

## Statistika
| Japan  | Japan   | Japan  |
| Godina | Nastupa | Golova |
| ------ | ------- | ------ |
| 2009.  | 1       | 0      |
| 2010.  | 2       | 0      |
| 2011.  | 0       | 0      |
| 2012.  | 3       | 0      |
| 2013.  | 6       | 0      |
| 2014.  | 2       | 2      |
| 2015.  | 5       | 0      |
| 2016.  | 0       | 0      |
| 2017.  | 6       | 0      |
| 2018.  | 6       | 4      |
| Ukupno | 31      | 6      |

## Vanjske poveznice
- National Football Teams
- Japan National Football Team Database